# St. Peter (Rümlang)

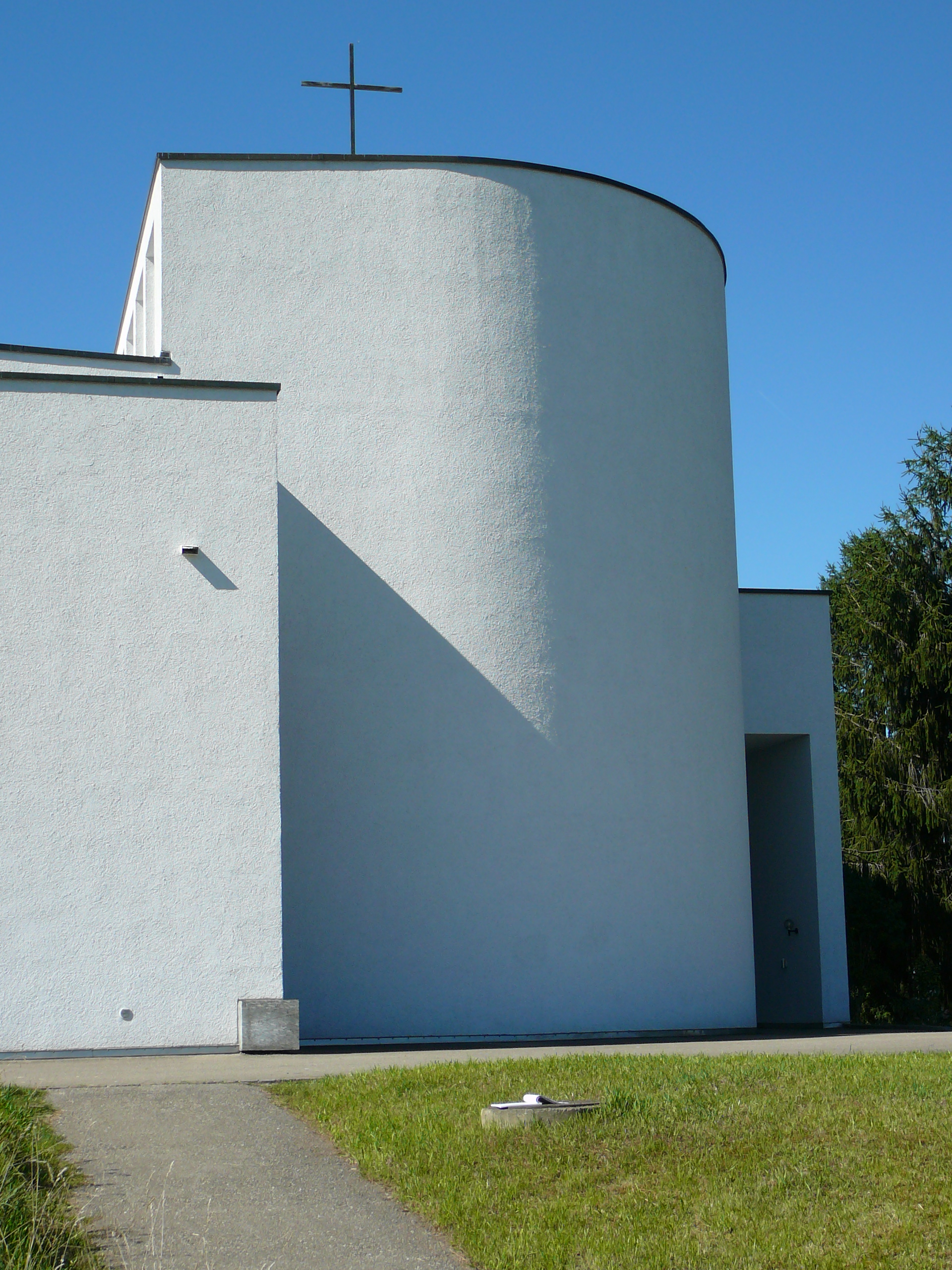
Kirche St. Petrus, Eingangsbereich

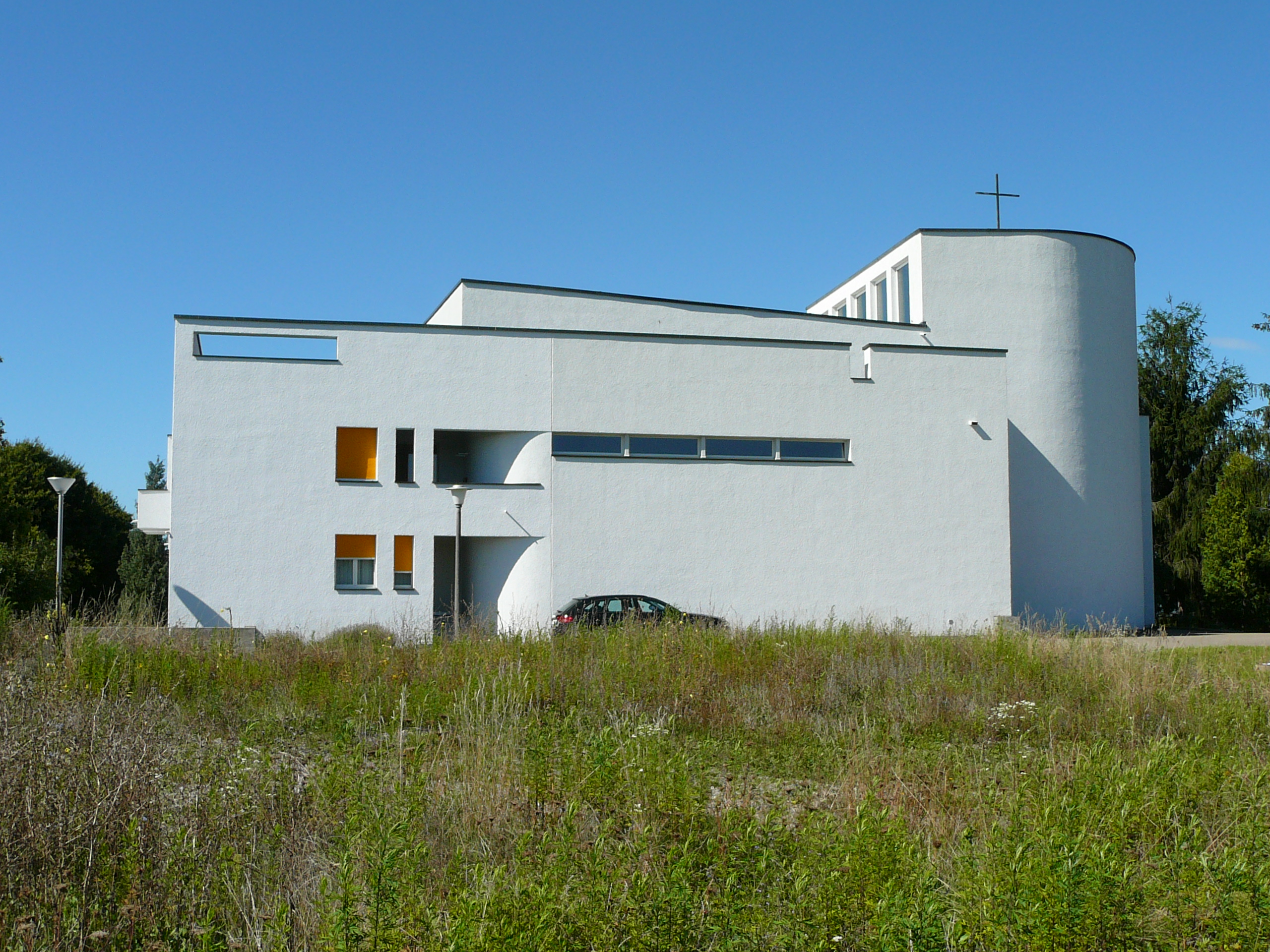
Kirche St. Petrus, Aussenansicht von Südosten

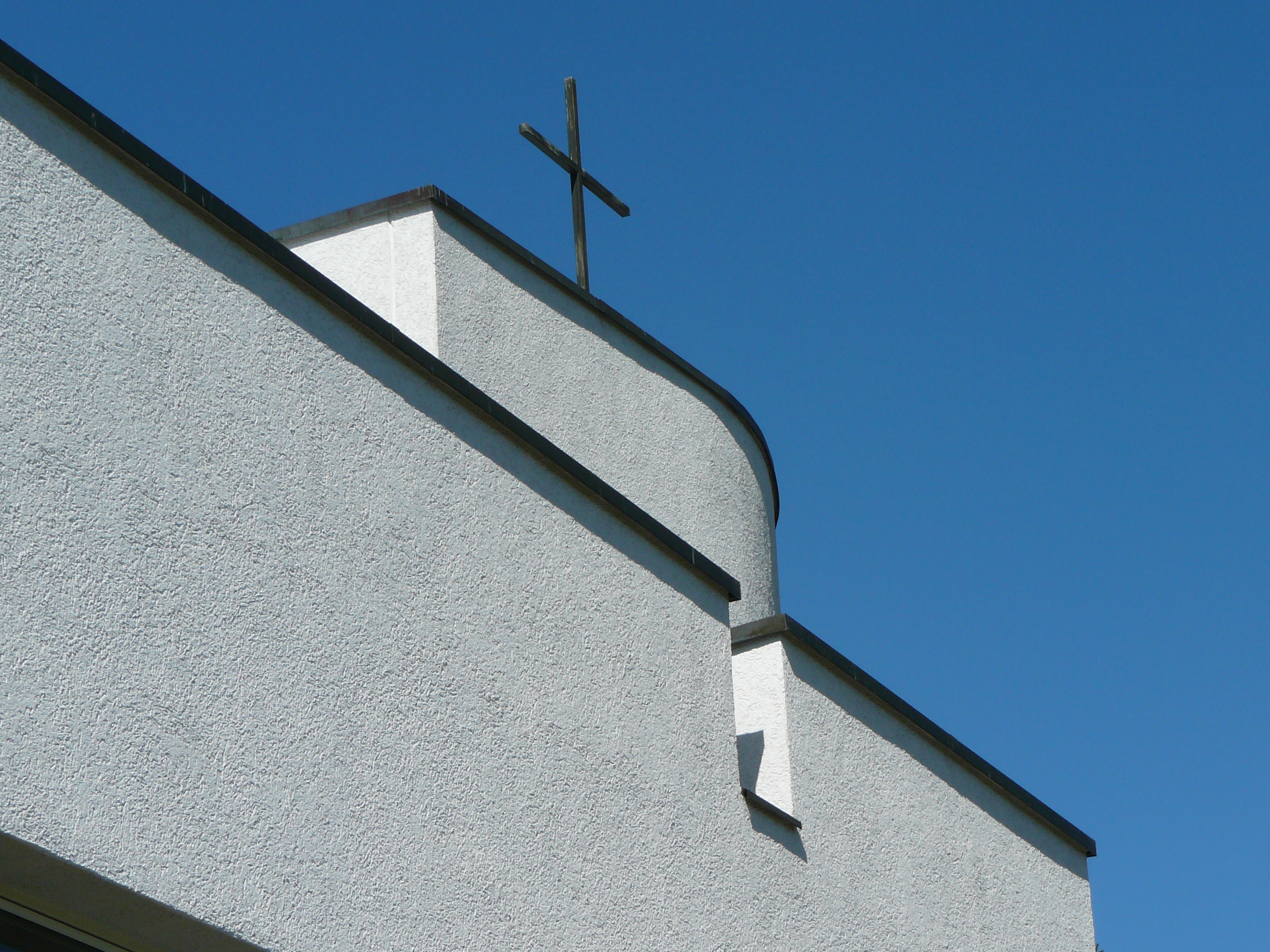
Das Dachkreuz

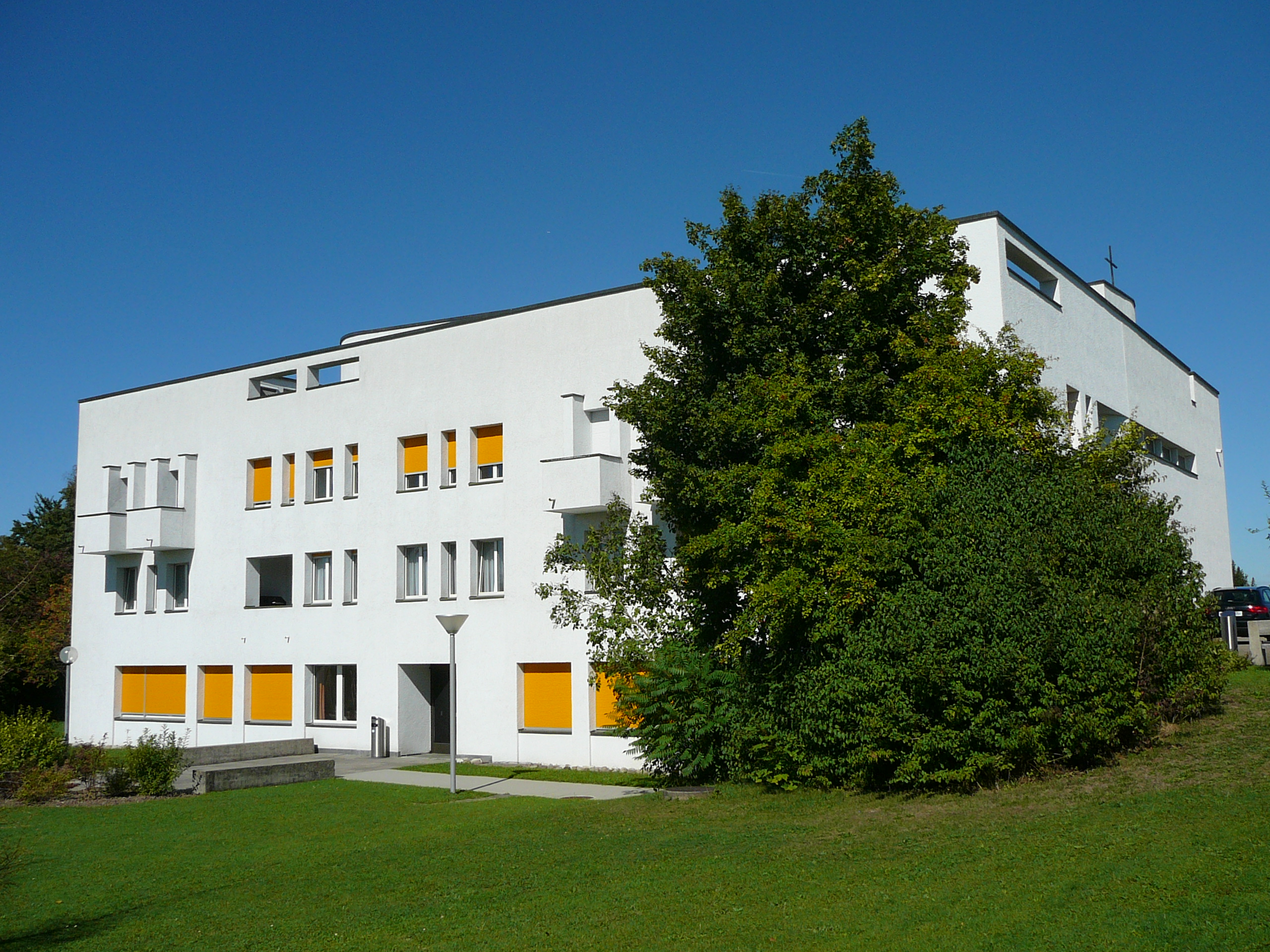
Ansicht von Südwesten

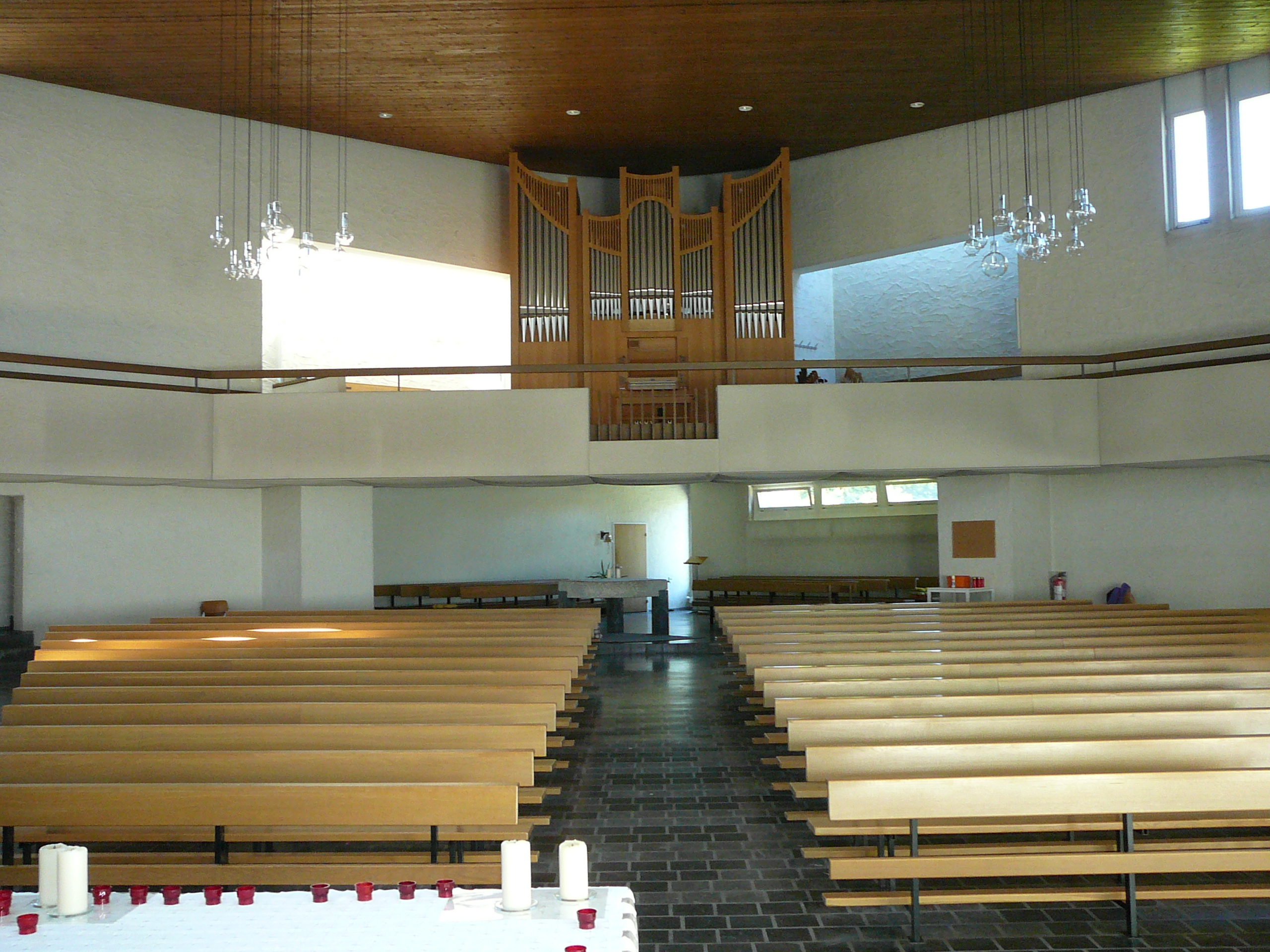
Blick zur Orgelempore

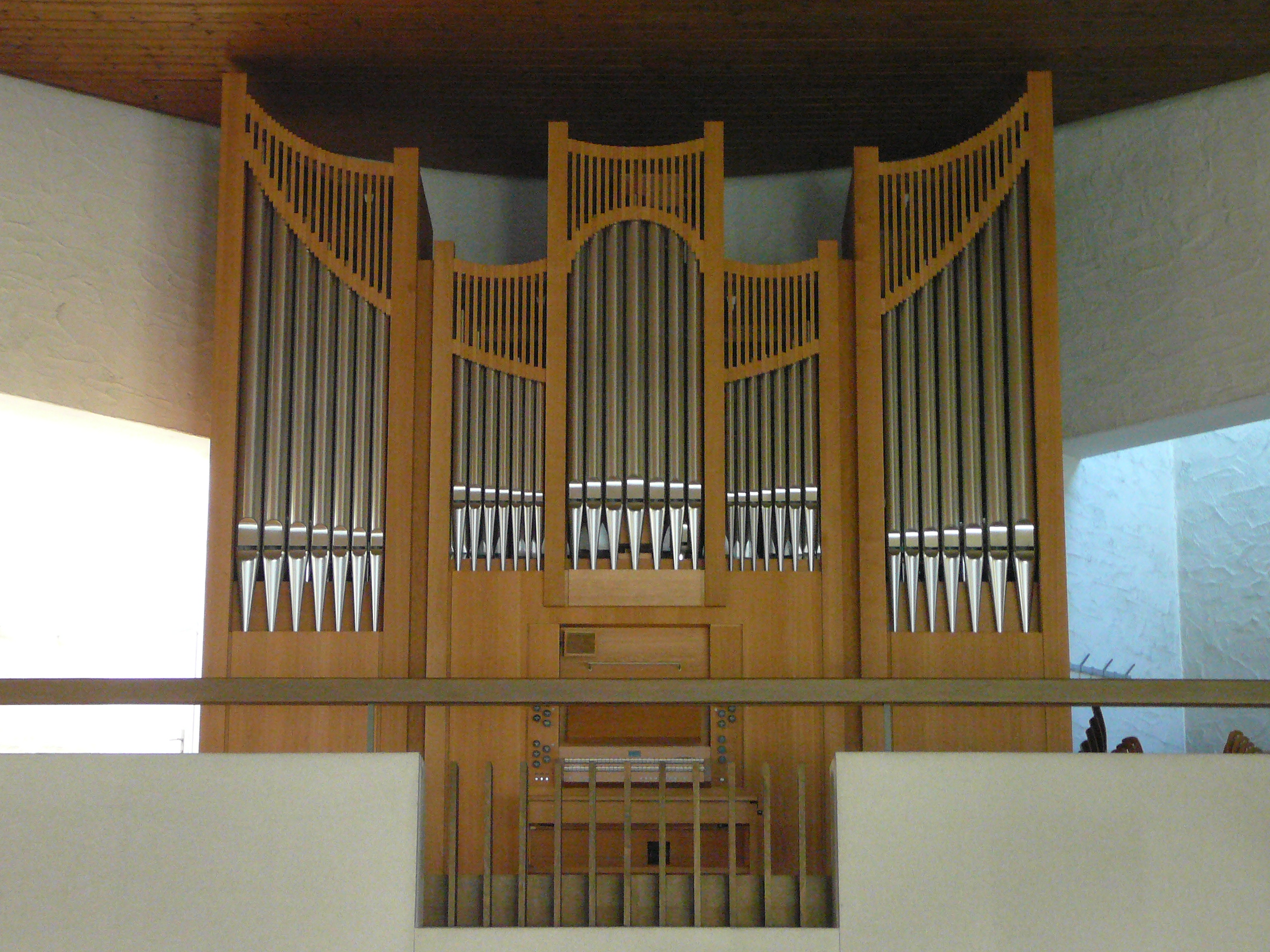
Die Kuhn-Orgel von 2005

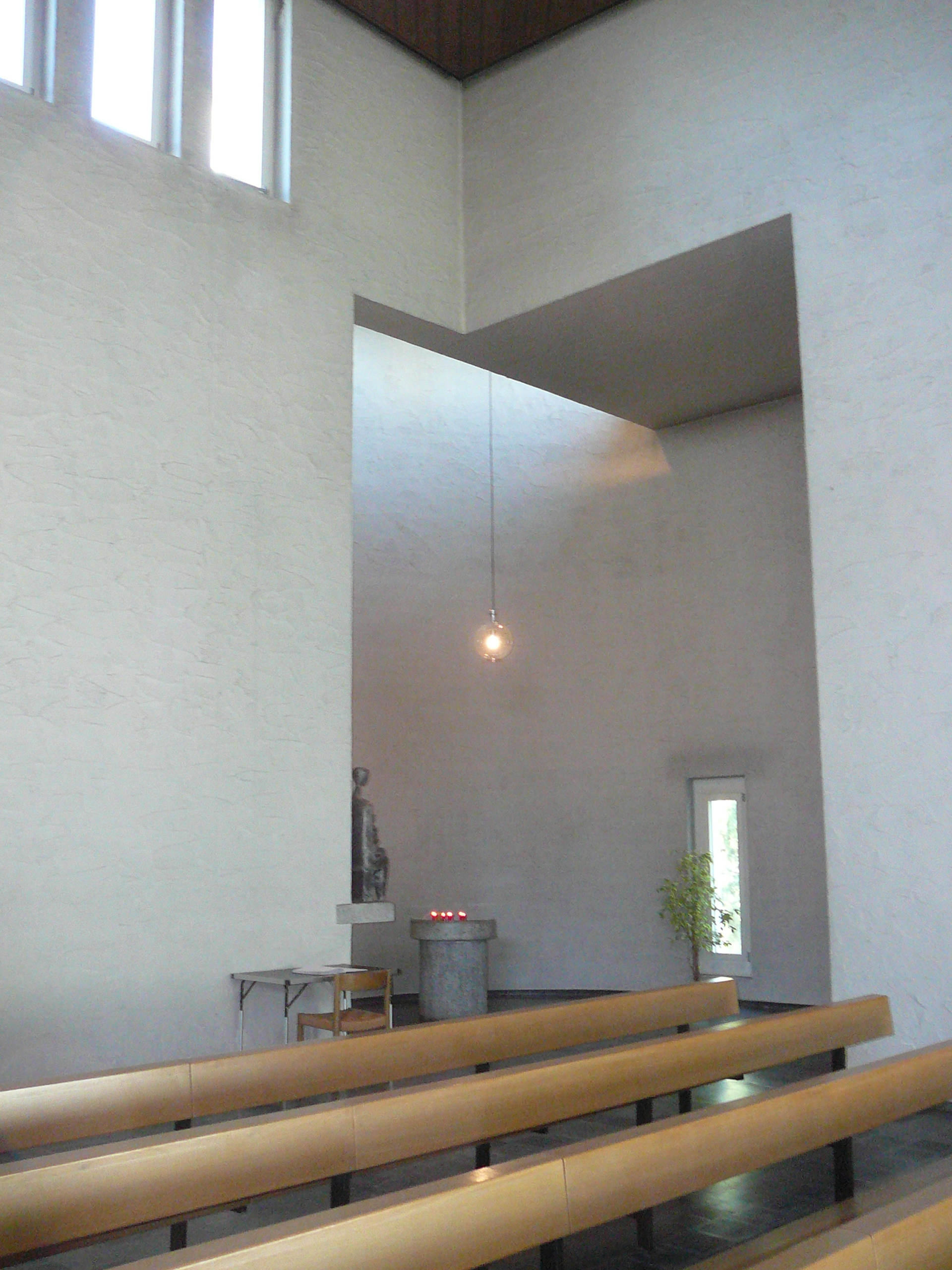
Blick zur Apostelnische

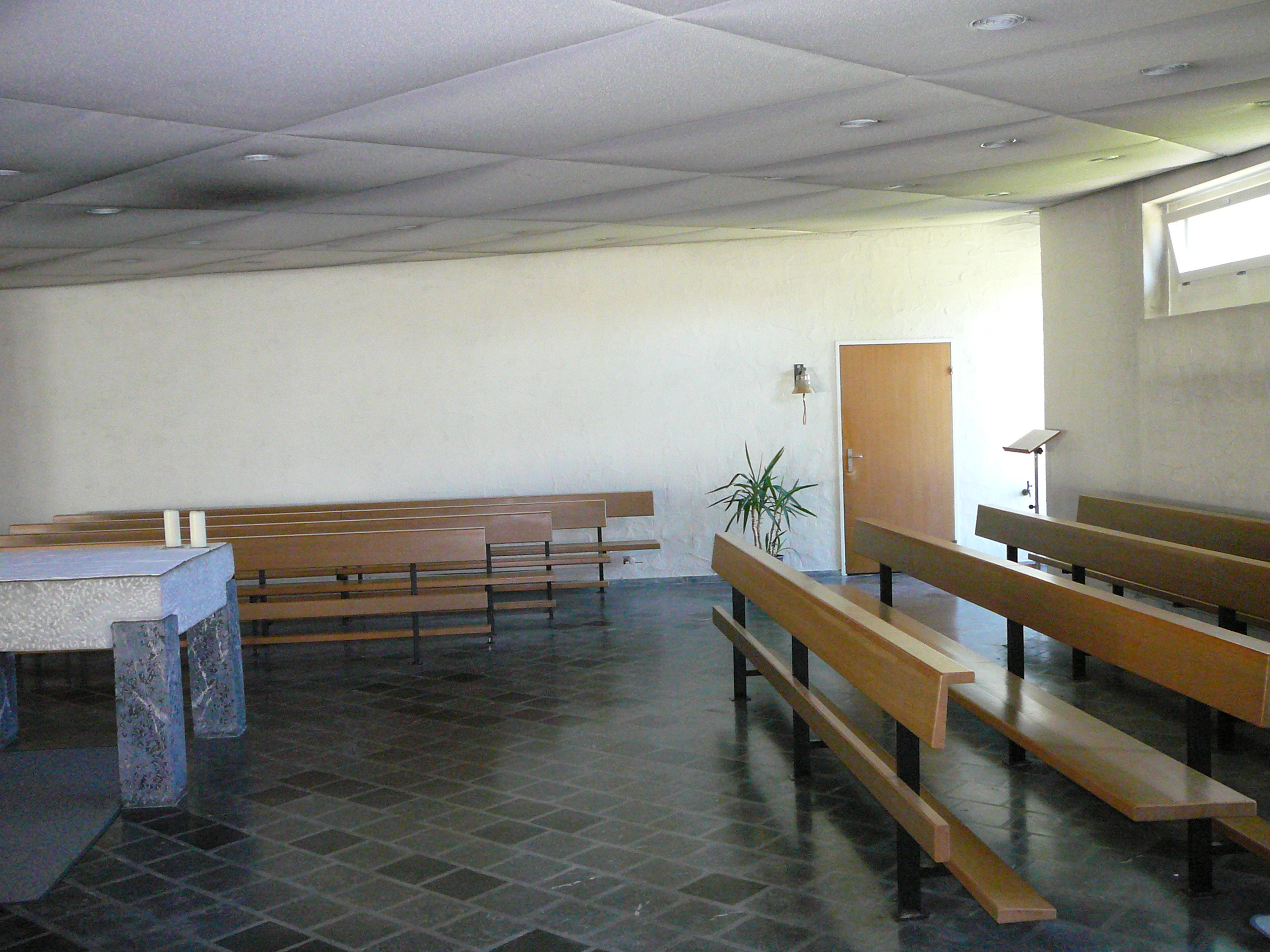
Die Werktagskapelle

Die Kirche St. Peter ist die römisch-katholische Pfarrkirche von Rümlang im Kanton Zürich. 

## Geschichte
Im Jahr 952 wurde die Kirche St. Peter in Rümlang erstmals urkundlich erwähnt. Diese Kirche erfuhr im Laufe der Zeit verschiedene Umbauten, so wurde die romanische Kirche 1302 oder 1316 durch einen höheren Chorturmbau ersetzt und nach der Zerstörung von Dorf und Kirche im Alten Zürichkrieg 1444 durch die Eidgenossen im Jahr 1471 neu erbaut. Nach der Reformation im Jahr 1523 wurde das Gotteshaus als reformierte Kirche weiterbenutzt. In Erinnerung an das Patrozinium der mittelalterlichen Kirche von Rümlang wurde die katholische Pfarrei im 20. Jahrhundert erneut nach dem Hl. Petrus benannt.
Die heutige Pfarrei St. Peter Rümlang ist eine Tochterpfarrei von Maria Lourdes (Zürich-Seebach) bzw. von deren Tochterpfarrei Christkönig Kloten. Am 26. Januar 1945 kaufte die Pfarrei Maria Lourdes Zürich-Seebach an der Klotenerstrasse in Rümlang ein Grundstück, auf welchem sich eine Sattlerwerkstatt befand. Dort fand am 16. Dezember 1945 der erste katholische Gottesdienst seit der Reformation auf Rümlanger Boden statt. In späterer Zeit fanden die Gottesdienste im Singsaal des Schulhauses Worbiger und danach im Kellerlokal des Wohnhauses In den Linden 11 statt. Am 21. April 1955 kaufte der Stiftungsrat der Pfarrei Christkönig Kloten 23 Aren Bauland im Chilisbäum. 1956 wurde Rümlang zum Pfarrrektorat erhoben. Am 9. Dezember 1962 erhielt Rümlang den ersten Pfarrer ohne Kirche und ohne Pfarrhaus, was ein Sonderfall im Kanton Zürich darstellte.
Um die Infrastruktur der Gemeinde Rümlang an die wachsende Bevölkerung anzupassen, wurde 1963 ein Gesamtprojekt geplant, nach dem ein neuer Friedhof, ein Schulhaus und je eine reformierte und eine katholische Kirche hätten entstehen sollen. Aus Kostengründen wurde das Projekt im Jahr 1966 jedoch reduziert und die reformierte Kirchgemeinde entschied sich, auf einen Kirchenneubau zu verzichten, sodass an der Rümelbachstrasse lediglich der Bau des Schulhauses und der katholischen Kirche realisiert wurden. Am 29. Juli 1969, dem Hochfest des Kirchenpatron Hl. Petrus, erfolgte die Grundsteinlegung. Am 13. September 1970 weihte der Bischof von Chur, Johannes Vonderach, die Kirche ein.
Die Pfarrei St. Peter Rümlang ist mit ihren 2'032 Mitgliedern (Stand 2021) eine der kleineren katholischen Kirchgemeinden des Kantons Zürich.

## Baubeschreibung

### Äusseres
Die Kirche samt Pfarrhaus und Pfarreizentrum wurde vom Architekten Bernhard Weis erbaut. Von allen Seiten gut sichtbar stehen Kirche und Kirchplatz gegenüber dem umliegenden Terrain um fast drei Meter erhöht. Diese leicht erhöhte Lage und das leuchtende Weiss, in dem die Kirche gestrichen ist, erinnern an die Wallfahrtskirche Notre-Dame-du-Haut de Ronchamp, deren Baukörper auch für das Innere der Kirche St. Petrus Vorbild war. Weil die daneben liegenden Schulbauten kompakt konzipiert wurden, erbaute der Architekt Bernhard Weis auch das Kirchengebäude mit Kirche, Pfarrhaus und Pfarreizentrum als einheitlichen Baukubus, wodurch das nötige Gegengewicht zu den massiv wirkenden Schulhausbau geschaffen werden konnte. Durch diese bauliche Einheit erhält das kirchliche Gebäude auch eine an einen Felsen erinnernde Kompaktheit. Der Kirchenpatron St. Petrus wurde von Jesus selbst als Fels bezeichnet. Weis schreibt zu diesem Zusammenhang: „Die Kirche St. Peter soll, wie ein unverrückbarer Fels, das katholisch-kirchliche Leben verkörpern und zusammenhalten.“ Die Kirche verfügt über keinen Kirchturm, da dieser im Gesamtprojekt mit Schulhaus, Friedhof, katholischer und reformierter Kirche als gemeinsamer Kirchturm der beiden Konfessionen geplant gewesen wäre.

### Innenraum und künstlerische Ausstattung
Die Kirche wird vom Kirchplatz über zwei Zugänge erreicht, die zunächst in je einen langen Gang führen. Das Weihwasserbecken beim Eingang erinnert an die Taufe, der Weg in die Kirche hinein führt in die Stille. Durch den rechten Zugang zur Kirche gelangt man zunächst zu einer Andachtsecke, in deren Mitte sich eine Säule aus hellem Cristallina-Stein befindet. 12 Löcher für Kerzen erinnern an die 12 Apostel, deren Namen auf der Säulenplatte eingraviert sind. Links davon an der Wand befindet sich die Skulptur einer thronenden Madonna mit Kind, welche aus Blei geschaffen wurde. Von den beiden Eingängen öffnet sich der Blick in den Kirchraum, der über Lichtöffnungen erhellt wird. Die Bänke sind halbkreisförmig um den Altarbereich gruppiert. Der Taufbrunnen befindet sich auf der linken Seite des Altarbereichs. Der Altar, der Taufbrunnen sowie die Säule für die Apostelkerzen sind aus hellem Cristallina und dunklem Marmor aus Spanien geschaffen. Tabernakel, Ambo und Chorkreuz bestehen aus Eichenholz und sind mit blauen Emailplättchen versehen. Alle Ausstattungsgegenstände schuf der Bildhauer Alfred Huber, der ab 1970 in Rümlang lebte und arbeitete.

### Orgel
Im Jahr 1970 erhielt die neu erbaute Kirche eine kleine Orgel. Es handelte sich um ein Orgelpositiv von Orgelbau Kuhn, Männedorf, mit sechs Registern. Es stand bis zum Neubau der heutigen Orgel auf der Empore. Im Jahr 2005 baute Orgelbau Kuhn das heutige Instrument, welches 22 klingende Register enthält und über eine mechanische Spiel- und eine elektrische Registertraktur verfügt. Als Orgelsachverständiger amtete Pater Ambros Koch vom Kloster Einsiedeln. Die Orgel wurde am 11. Dezember 2005 eingeweiht.
| I Hauptwerk C–a3 |       |
| Gedacktpommer    | 16′   |
| Principal        | 8′    |
| Hohlflöte        | 8′    |
| Octave           | 4′    |
| Rohrflöte        | 4′    |
| Sesquialtera II  | 2 ⁄3′ |
| Octave           | 2′    |
| Mixtur IV        | 1 ⁄3′ |
| Trompete         | 8′    |

| II Schwellwerk C–a3 |       |
| Gedackt             | 8′    |
| Viola da Gamba      | 8′    |
| Octave              | 4′    |
| Blockflöte          | 4′    |
| Nasat               | 2 ⁄3′ |
| Siffflöte           | 2′    |
| Zimbel III          | 1 ⁄3′ |
| Oboe                | 8′    |
| Tremulant           |       |

| Pedal C–f1 |     |
| Subbass    | 16′ |
| Principal  | 16′ |
| Flötbass   | 8′  |
| Choralbass | 4′  |
| Fagott     | 16′ |

- Koppeln: II/I, I/P, II/P
- Spielhilfen: Setzeranlage mit 4 mal 500 Kombinationen

### Werktagskapelle
Unter der Orgelempore befindet sich die Werktagskapelle, deren Altar im Gegensatz zum Hauptaltar der Kirche über drei statt vier Beine verfügt und auf einer Seite abgerundet ist. 